# 1908년 하계 올림픽 사이클
1908년 하계 올림픽 사이클은 영국 런던에서 개최된 1908년 하계 올림픽의 경기 종목이다. 7개 세부종목으로 나뉘어 치러졌으며 전 종목이 남자 종목으로 구성되었다.
경기장은 주경기장인 화이트시티 스타디움에서 치러졌으며, 경기장 내 육상 트랙을 따라 600m (660야드) 길이의 사이클 건용 트랙을 설치하였다. 660야드나 단체추발 등의 일부 종목은 트랙 전체를 사용하였고, 나머지 종목은 미터법에 따른 거리를 기준으로 경기가 치러졌다. 경기 당시 기상요건이 상당히 나빴고 폭우가 쏟아지면서 사이클 트랙에 물이 들어차는 사고가 있었다.
한편 사이클 폴로 종목도 시범종목으로 함께 치러졌으며 결승전에서 아일랜드팀 (당시 영국 선수단 소속)이 독일팀을 물리치고 금메달을 획득하였다. 사이클폴로는 이번 대회에서만 치러졌으며 이후 올림픽 종목으로 채택된 적은 없었다.

## 참가국
이번 대회에는 11개국 97명의 선수가 참가하였다.
- 벨기에 (6)
- 캐나다 (5)
- 프랑스 (23)
- 독일 (9)
- 영국 (36)
- 그리스 (1)
- 이탈리아 (4)
- 네덜란드 (5)
- 남아프리카 공화국 (4)
- 스웨덴 (2)
- 미국 (2)

## 메달리스트
| 종목             | 금                                                                               | 은                                                                   | 동                                                                           |
| ---------------- | -------------------------------------------------------------------------------- | -------------------------------------------------------------------- | ---------------------------------------------------------------------------- |
| 660야드 자세히   | 빅터 존슨 (GBR)                                                                  | 에밀 드망젤 (FRA)                                                    | 카를 노이머 (GER)                                                            |
| 5000m 자세히     | 벤저민 존스 (GBR)                                                                | 모리스 시유 (FRA)                                                    | 앙드레 오프레이 (FRA)                                                        |
| 20km 자세히      | 클래런스 킹스베리 (GBR)                                                          | 벤저민 존스 (GBR)                                                    | 요섭 베르브라우크 (BEL)                                                      |
| 100km 자세히     | 찰스 발렛 (GBR)                                                                  | 찰스 데니 (GBR)                                                      | 옥타브 라피즈 (FRA)                                                          |
| 스프린트 자세히  | 메달리스트 없음. 제한시간 초과로 결승전을 무효로 선언하였다.                     | 메달리스트 없음. 제한시간 초과로 결승전을 무효로 선언하였다.         | 메달리스트 없음. 제한시간 초과로 결승전을 무효로 선언하였다.                 |
| 탠덤 자세히      | 앙드레 오프레이 · 모리스 시유 (FRA)                                              | 프레더릭 해믈린 · 허레이스 존슨 (GBR)                                | 찰리 브루크스 · 월터 아이작스 (GBR)                                          |
| 단체 추발 자세히 | 영국 (GBR) · 벤자민 존스 · 클래런스 킹스베리 · 레오너드 미어디트 · 어니스트 페인 | 독일 (GER) · 막스 괴체 · 루돌프 카처 · 헤르만 마르텐스 · 카를 노이머 | 캐나다 (CAN) · 윌리엄 앤더슨 · 월터 앤드류스 · 프레데릭 매카시 · 윌리엄 모턴 |

## 메달 순위
| 순위       | 나라         | 금 | 은 | 동 | 합계 |
| ---------- | ------------ | -- | -- | -- | ---- |
| 1          | 영국 (GBR)   | 5  | 3  | 1  | 9    |
| 2          | 프랑스 (FRA) | 1  | 2  | 2  | 5    |
| 3          | 독일 (GER)   | 0  | 1  | 1  | 2    |
| 4          | 캐나다 (CAN) | 0  | 0  | 1  | 1    |
| 4          | 벨기에 (BEL) | 0  | 0  | 1  | 1    |
| 합계 (5개) | 합계 (5개)   | 6  | 6  | 6  | 18   |